# 愛甲郡

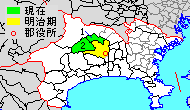
神奈川県愛甲郡の範囲（1.愛川町 2.清川村）

愛甲郡（あいこうぐん）は、神奈川県の郡。
人口42,032人、面積105.52km²、人口密度398人/km²。（2025年2月1日、推計人口）
以下の1町1村を含む。
- 愛川町（あいかわまち）
- 清川村（きよかわむら）

## 郡域
上記の1町1村以外では、現在の行政区画では概ね以下の区域に相当する。
- 厚木市（旭町四 - 五丁目の各一部、岡田一 - 五丁目および大字戸田、長沼、酒井、上落合、岡田、下津古久を除く全域）

## 歴史
- 相模国に属し、元は同国最北部にあたる相模川・道志川流域の山間部も領域に含んだ。郡衙は厚木市内にあったとされるも不詳。
- 古くは「あゆかは」と読んだ。この地名は後に「鮎川」「愛川」の地名が派生する源となった。
- 中世、現在の厚木市付近に毛利荘が成立し、鎌倉時代初期に幕府の創立に貢献した大江広元の所領となった。彼の子孫は毛利氏を名乗り、後に安芸国に移転して戦国大名・近世大名に成長した。越後国などに移転した一族も上杉謙信の勇躍に協調して活躍している。
- 北部の山間部は「奥三保」と呼ばれていたが、鎌倉時代に三浦氏支族の津久井氏（津久井は三浦半島の地名、後に大江氏の血統に置換したとも言われる）が城山（相模原市緑区）に城郭（津久井城・築井城）を築いて以降、「津久井」と呼ばれるようになった。江戸時代、この地域は愛甲郡から分離されたが、独立した郡とするには至らないと観念されたのか、「津久井県」の名で呼ばれた。明治に入り、津久井郡と改称された。
- 戦国時代には小田原の後北条氏の支配下に入った。半支配と呼ばれる武田の飛び地を抱えたが、城代内藤氏以下の苦心の統治によって甲斐国の武田氏に対する前線となった。1569年（永禄12年）、現在の愛川町で両軍による三増（みませ）合戦（三増峠の戦い）が起きている。
- 江戸時代、郡内の多くの地域が小田原藩の支配となったが、さらに他の藩領や幕府直轄領・旗本領なども混在し、後期になるにつれて支配関係は複雑なものになっていった。
- 1706年（宝永3年）、小田原藩主大久保氏の分家が加増を受けて独立した藩となった。当郡内の中荻野村（現厚木市）に陣屋を置き、荻野山中藩と呼ばれた。
- 江戸時代後期、当郡の一部が下野国の烏山藩の所領となり、同藩は当郡や高座郡など相模国内の所領を支配するための役所を厚木に置いた。
- 1868年（慶応4年）、徳川氏の静岡入封にともない、荻野山中藩の駿河国内の領地に替えて当郡内の幕府・旗本領の多くが同藩の領地となった。残った旧幕府・旗本領は神奈川県の管轄となった。

### 近代以降の沿革
- 「旧高旧領取調帳」に記載されている明治初年時点での支配は以下の通り。●は村内に寺社領が、○は寺社除地（領主から年貢免除の特権を与えられた土地）が存在。幕府領は代官・江川太郎左衛門支配所（韮山代官所）が管轄した。川入五ヶ村新田、戸室村新田、下船子村はそれぞれ三田村、戸室村、船子村に含めて数える。（40村）

| 知行         | 知行                 | 村数 | 村名 |
| ------------ | -------------------- | ---- | --- |
| 幕府領       | 幕府領（江川支配所） | 0村  | 川入五ヶ村新田 |
| 幕府領       | 旗本領               | 6村  | ●田代村、●金田村、熊坂村、●煤ヶ谷村、●七沢村、●岡津古久村 |
| 幕府領       | 幕府領・旗本領       | 2村  | ●下依知村、●中依知村 |
| 藩領         | 相模小田原藩         | 1村  | ○宮ヶ瀬村、戸室村新田 |
| 藩領         | 相模荻野山中藩       | 19村 | ●戸室村、○関口村、猿ヶ島村、棚沢村、●山際村、●下古沢村、●妻田村、●三田村、●愛名村、●○及川村、●上古沢村、船子村、●愛甲村、●恩名村、●中荻野村、●下荻野村、●上依知村、●八菅村、八菅山新田 |
| 藩領         | 下野烏山藩           | 4村  | ●○厚木村（厚木町）、●上荻野村、○半原村、三増村 |
| 藩領         | 下総佐倉藩           | 0村  | 下船子村 |
| 藩領         | 荻野山中藩・烏山藩   | 5村  | ●温水村、●林村、下川入村、半縄村、●角田村 |
| 幕府領・藩領 | 小田原藩・旗本領     | 1村  | ●小野村 |
| 幕府領・藩領 | 烏山藩・旗本領       | 1村  | ●飯山村 |
| 幕府領・藩領 | 佐倉藩・旗本領       | 1村  | 長谷村 |

- 慶応4年
  - 3月19日（1868年4月11日） - 神奈川奉行が新政府軍に接収されて横浜裁判所となり、幕府領・旗本領を管轄。
  - 4月20日（1868年5月12日） - 横浜裁判所が神奈川裁判所に改称。内務は管下の戸部裁判所が担当した。
  - 6月17日（1868年8月5日） - 神奈川裁判所が神奈川府に改称。
  - 6月 - 小田原藩が戊辰戦争の処分により減封。郡内の領地は神奈川府の管轄となる。
  - 時期不明 - 岡津古久村および長谷村の旗本領が佐倉藩の管轄となる。
- 明治元年
  - 9月21日（1868年11月5日） - 神奈川府が神奈川県に改称。
- 明治初年 - 八菅山新田が八菅山村に改称。
- 明治4年
  - 7月14日（1871年8月29日） - 廃藩置県により、藩領が荻野山中県、烏山県、佐倉県の管轄となる。
  - 11月14日（1871年12月25日） - 第1次府県統合により、全域が足柄県の管轄となる[1]。
- 明治8年（1875年） - 熊坂村・八菅村・半縄村が合併して中津村となる。（38村）
- 明治9年（1876年）4月18日 - 第2次府県統合により足柄県が神奈川県、静岡県に合併され、当郡は神奈川県の管轄となる[2]。
- 明治11年（1878年）7月22日 - 郡区町村編制法の神奈川県での施行により、行政区画としての愛甲郡が発足。郡役所が厚木村（現在の厚木神社付近）に設置。

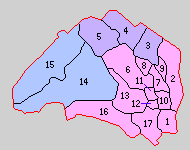
1.厚木町 2.依知村 3.中津村 4.高峰村 5.愛川村 6.荻野村 7.三田村 8.棚沢村 9.下川入村 10.妻田村 11.及川村 12.林村 13.小鮎村 14.煤ヶ谷村 15.宮ヶ瀬村 16.玉川村 17.南毛利村（赤：厚木市 紫：愛川町 青：清川村）

- 明治21年（1888年）9月3日 - 愛甲郡役所を厚木町2672番地へ移転する[3]。
- 明治22年（1889年）4月1日 - 町村制の施行により、以下の町村が発足。（1町16村）
  - 厚木町（厚木村が単独町制。現・厚木市）
  - 依知村 ← 山際村、中依知村、上依知村、下依知村、金田村、関口村、猿ヶ島村（現・厚木市）
  - 中津村 ← 中津村、八菅山村および棚沢村の一部（現・愛川町）
  - 高峰村 ← 角田村、三増村（現・愛川町）
  - 愛川村 ← 半原村、田代村（現・愛川町）
  - 荻野村 ← 上荻野村、中荻野村、下荻野村（現・厚木市）
  - 三田村、棚沢村、下川入村、妻田村、及川村、林村（それぞれ単独村制。現・厚木市）
  - 小鮎村 ← 飯山村、上古沢村、下古沢村（現・厚木市）
  - 煤ヶ谷村、宮ヶ瀬村（それぞれ単独村制。現・清川村）
  - 玉川村 ← 七沢村、小野村、岡津古久村（現・厚木市）
  - 南毛利村 ← 温水村、長谷村、愛名村、愛甲村、恩名村、船子村、戸室村（現・厚木市）
- 明治32年（1899年）7月1日 - 郡制を施行。
- 大正12年（1923年）4月1日 - 郡会が廃止。郡役所は存続。
- 大正15年（1926年）7月1日 - 郡役所が廃止。以降は地域区分名称となる。
- 昭和15年（1940年）4月1日 - 愛川村が町制施行して愛川町となる。（2町15村）
- 昭和21年（1946年）6月1日 - 三田村・棚沢村・下川入村・妻田村・及川村・林村が合併して睦合村が発足。（2町10村）
- 昭和30年（1955年）
  - 1月15日 - 高峰村が愛川町に編入。（2町9村）
  - 2月1日 - 厚木町・小鮎村・玉川村・南毛利村・睦合村が合併して厚木市が発足し、郡から離脱。（1町5村）
  - 7月8日 - 依知村が厚木市に編入。（1町4村）
- 昭和31年（1956年）9月30日（1町1村）
  - 中津村が愛川町に編入。
  - 荻野村が厚木市に編入。
  - 煤ヶ谷村・宮ヶ瀬村が合併して清川村が発足。

### 変遷表
| 明治以前   | 明治以前   | 明治初年 - 明治22年    | 明治22年 4月1日 町村制施行 | 明治22年 - 昭和29年        | 昭和30年 - 現在              | 現在   |
| ---------- | ---------- | ---------------------- | -------------------------- | -------------------------- | ---------------------------- | ------ |
| 煤ヶ谷村   | 煤ヶ谷村   | 煤ヶ谷村               | 煤ヶ谷村                   | 煤ヶ谷村                   | 昭和31年9月30日 清川村       | 清川村 |
| 宮ヶ瀬村   | 宮ヶ瀬村   | 宮ヶ瀬村               | 宮ヶ瀬村                   | 宮ヶ瀬村                   | 昭和31年9月30日 清川村       | 清川村 |
| 半原村     | 半原村     | 半原村                 | 愛川村                     | 昭和15年4月1日 町制 愛川町 | 愛川町                       | 愛川町 |
| 田代村     | 田代村     | 田代村                 | 愛川村                     | 昭和15年4月1日 町制 愛川町 | 愛川町                       | 愛川町 |
| 角田村     | 角田村     | 角田村                 | 高峰村                     | 高峰村                     | 昭和30年1月15日 愛川町に編入 | 愛川町 |
| 三増村     | 三増村     | 三増村                 | 高峰村                     | 高峰村                     | 昭和30年1月15日 愛川町に編入 | 愛川町 |
| 熊坂村     | 熊坂村     | 明治8年 中津村         | 中津村                     | 中津村                     | 昭和31年9月30日 愛川町に編入 | 愛川町 |
| 八菅村     |            | 明治8年 中津村         | 中津村                     | 中津村                     | 昭和31年9月30日 愛川町に編入 | 愛川町 |
| 半縄村     |            | 明治8年 中津村         | 中津村                     | 中津村                     | 昭和31年9月30日 愛川町に編入 | 愛川町 |
| 八菅山新田 | 八菅山新田 | 明治初年 改称 八菅山村 | 中津村                     | 中津村                     | 昭和31年9月30日 愛川町に編入 | 愛川町 |
| 棚沢村     | 一部       | 棚沢村                 | 中津村                     | 中津村                     | 昭和31年9月30日 愛川町に編入 | 愛川町 |
| 棚沢村     | 一部       | 棚沢村                 | 棚沢村                     | 昭和21年6月1日 睦合村      | 昭和30年2月1日 厚木市        | 厚木市 |
| 三田村     | 三田村     | 三田村                 | 三田村                     | 昭和21年6月1日 睦合村      | 昭和30年2月1日 厚木市        | 厚木市 |
| 下川入村   | 下川入村   | 下川入村               | 下川入村                   | 昭和21年6月1日 睦合村      | 昭和30年2月1日 厚木市        | 厚木市 |
| 妻田村     | 妻田村     | 妻田村                 | 妻田村                     | 昭和21年6月1日 睦合村      | 昭和30年2月1日 厚木市        | 厚木市 |
| 及川村     | 及川村     | 及川村                 | 及川村                     | 昭和21年6月1日 睦合村      | 昭和30年2月1日 厚木市        | 厚木市 |
| 林村       | 林村       | 林村                   | 林村                       | 昭和21年6月1日 睦合村      | 昭和30年2月1日 厚木市        | 厚木市 |
| 厚木村     | 厚木村     | 厚木村                 | 厚木町                     | 厚木町                     | 昭和30年2月1日 厚木市        | 厚木市 |
| 飯山村     | 飯山村     | 飯山村                 | 小鮎村                     | 小鮎村                     | 昭和30年2月1日 厚木市        | 厚木市 |
| 上古沢村   | 上古沢村   | 上古沢村               | 小鮎村                     | 小鮎村                     | 昭和30年2月1日 厚木市        | 厚木市 |
| 下古沢村   | 下古沢村   | 下古沢村               | 小鮎村                     | 小鮎村                     | 昭和30年2月1日 厚木市        | 厚木市 |
| 七沢村     | 七沢村     | 七沢村                 | 玉川村                     | 玉川村                     | 昭和30年2月1日 厚木市        | 厚木市 |
| 小野村     | 小野村     | 小野村                 | 玉川村                     | 玉川村                     | 昭和30年2月1日 厚木市        | 厚木市 |
| 岡津古久村 | 岡津古久村 | 岡津古久村             | 玉川村                     | 玉川村                     | 昭和30年2月1日 厚木市        | 厚木市 |
| 温水村     | 温水村     | 温水村                 | 南毛利村                   | 南毛利村                   | 昭和30年2月1日 厚木市        | 厚木市 |
| 長谷村     | 長谷村     | 長谷村                 | 南毛利村                   | 南毛利村                   | 昭和30年2月1日 厚木市        | 厚木市 |
| 愛名村     | 愛名村     | 愛名村                 | 南毛利村                   | 南毛利村                   | 昭和30年2月1日 厚木市        | 厚木市 |
| 愛甲村     | 愛甲村     | 愛甲村                 | 南毛利村                   | 南毛利村                   | 昭和30年2月1日 厚木市        | 厚木市 |
| 恩名村     | 恩名村     | 恩名村                 | 南毛利村                   | 南毛利村                   | 昭和30年2月1日 厚木市        | 厚木市 |
| 船子村     | 船子村     | 船子村                 | 南毛利村                   | 南毛利村                   | 昭和30年2月1日 厚木市        | 厚木市 |
| 戸室村     | 戸室村     | 戸室村                 | 南毛利村                   | 南毛利村                   | 昭和30年2月1日 厚木市        | 厚木市 |
| 山際村     | 山際村     | 山際村                 | 依知村                     | 依知村                     | 昭和30年7月8日 厚木市に編入  | 厚木市 |
| 中依知村   | 中依知村   | 中依知村               | 依知村                     | 依知村                     | 昭和30年7月8日 厚木市に編入  | 厚木市 |
| 上依知村   | 上依知村   | 上依知村               | 依知村                     | 依知村                     | 昭和30年7月8日 厚木市に編入  | 厚木市 |
| 下依知村   | 下依知村   | 下依知村               | 依知村                     | 依知村                     | 昭和30年7月8日 厚木市に編入  | 厚木市 |
| 金田村     | 金田村     | 金田村                 | 依知村                     | 依知村                     | 昭和30年7月8日 厚木市に編入  | 厚木市 |
| 関口村     | 関口村     | 関口村                 | 依知村                     | 依知村                     | 昭和30年7月8日 厚木市に編入  | 厚木市 |
| 猿ヶ島村   | 猿ヶ島村   | 猿ヶ島村               | 依知村                     | 依知村                     | 昭和30年7月8日 厚木市に編入  | 厚木市 |
| 上荻野村   | 上荻野村   | 上荻野村               | 荻野村                     | 荻野村                     | 昭和31年9月30日 厚木市に編入 | 厚木市 |
| 中荻野村   | 中荻野村   | 中荻野村               | 荻野村                     | 荻野村                     | 昭和31年9月30日 厚木市に編入 | 厚木市 |
| 下荻野村   | 下荻野村   | 下荻野村               | 荻野村                     | 荻野村                     | 昭和31年9月30日 厚木市に編入 | 厚木市 |

## 行政
歴代郡長
『神奈川県史 別編1 人物』による。
| 代 | 氏名       | 就任年月日                | 退任年月日                | 備考                   |
| -- | ---------- | ------------------------- | ------------------------- | ---------------------- |
| 1  | 中山信明   | 明治11年（1878年）7月22日 | 明治12年（1879年）10月    |                        |
|    | 中丸稲八郎 | 明治12年（1879年）10月    | 明治19年（1886年）1月     |                        |
|    | 本多静直   | 明治19年（1886年）1月     | 明治19年（1886年）9月     |                        |
|    | 原豊穣     | 明治19年（1886年）9月     | 明治24年（1891年）11月    |                        |
|    | 吉野十郎   | 明治24年（1891年）11月    | 明治28年（1895年）6月     |                        |
|    | 松尾豊材   | 明治28年（1895年）6月     | 明治33年（1900年）12月    |                        |
|    | 原田千之介 | 明治33年（1900年）12月    | 明治38年（1905年）1月     |                        |
|    | 国松英太郎 | 明治38年（1905年）1月     | 明治44年（1911年）8月     |                        |
|    | 新山政清   | 明治44年（1911年）8月     | 明治45年（1912年）5月     |                        |
|    | 久米成夫   | 明治45年（1912年）5月     | 大正3年（1914年）5月      |                        |
|    | 佐川福太郎 | 大正3年（1914年）5月      | 大正5年（1916年）1月      |                        |
|    | 芝辻一郎   | 大正5年（1916年）1月      | 大正7年（1918年）5月      |                        |
|    | 吉野勝     | 大正7年（1917年）5月      | 大正8年（1919年）12月     |                        |
|    | 岡田純夫   | 大正8年（1919年）12月     | 大正12年（1923年）2月     |                        |
|    | 鈴木正夫   | 大正12年（1923年）2月     | 大正13年（1924年）12月    |                        |
|    | 古沢森之助 | 大正13年（1924年）12月    | 大正15年（1926年）6月30日 | 郡役所廃止により、廃官 |

## 関連文献
- 村瀬米之助『愛甲郡誌』竹村書店、1910年。NDLJP:763557。
- 神奈川県県民部県史編集室 編『神奈川県史 別編1 人物』神奈川県、1983年。
- 「角川日本地名大辞典」編纂委員会 編『角川日本地名大辞典』 14 神奈川県、角川書店、1984年6月1日。ISBN 4040011406。